# Maria Cipriano
Maria Cipriano (1943) is een atleet uit Brazilië.
Op de Olympische Zomerspelen van 1968 deed Cipriano mee aan het onderdeel hoogspringen, waar ze tot de 11e plaats kwam.